# Niechołsty
Niechołsty (biał. Нехалсты) – wieś na Białorusi, położona w obwodzie brzeskim w rejonie brzeskim, w składzie sielsowietu motykalskiego, położona ok. 1 km na zachód od siedziby sielsowietu, Motykał Wielkich i ok. 12 km na północ od Brześcia.
Wieś ekonomii brzeskiej w drugiej połowie XVII wieku. 
W latach 1921–1939 wieś należała do gminy Motykały w granicach II Rzeczypospolitej, w woj. poleskim w pow. brzeskim.